# Гарлек (замок)
Га́рлек (англ. Harlech) — середньовічний замок, у гравстві Меріонетшир в Уельсі.

## Історія замку
Гарлек — один із замків, зведених королем Едуардом I для того, щоб посилити англійський вплив в Уельсі. Замок стоїть біля моря, високо на скелі. З одного боку його захищала скеля, а з іншого — глибокий рів. Відоме ім'я архітектора — Джеймс із Сен-Джорджа. Він особисто контролював будівельні роботи, які тривали сім років з 1283 до 1290 року.
Гарлек відігравав ключову роль в останньому крупному повстанні валлійців, керівником якого був Овайн Гліндур. У 1404 році після тривалої облоги Гліндур захопив замок, і на чотири роки Гарлек перетворився на його особисту резиденцію та головний штаб повстанців. У 1409 році англійські війська під проводом принца Уельського (майбутнього короля Генріха V) відбили замок. Овайну Гліндуру вдалось втекти, але вся його родина потрапила у полон. Падіння Гарлека стало, по суті, початком кінця повстання валлійців.
У середині XVII століття, у часи Англійської революції, Гарлек був останньою цитаделлю роялістів. Захоплення замку прибічниками парламенту ознаменувало завершення війни.

## Інформація для відвідувачів
Замок відкрито для відвідування упродовж всього року, окрім Різдвяних свят.
- З березня до 31 травня — щоденно з 9.30 до 17.00.
- З 1 червня до 30 вересня — щоденно з 9.30 до 18.00.
- З 1 до 31 жовтня — щоденно з 9.30 до 17.00.
- З 1 листопада до березня — з понеділка до суботи з 09.30 до 16.00, у неділю з 11.00 до 16.00.

Вартість квитка: £3.00.